# Morton H. Meyerson Symphony Center

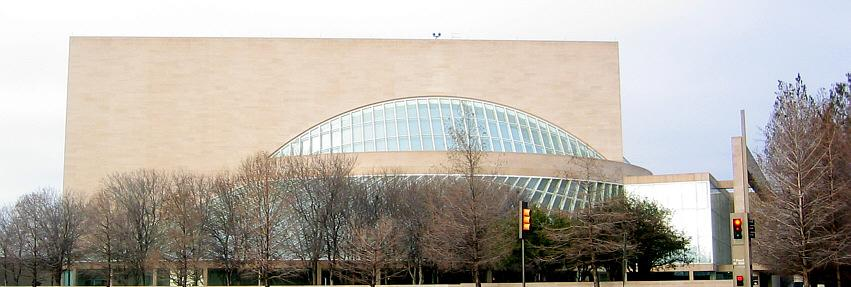
Meyerson Symphony Center

Le Morton H. Meyerson Symphony Center est une salle de concert situé dans l'Arts District du centre ville de Dallas au Texas. Il fut dessiné par l'architecte I. M. Pei et ouvrit ses portes en septembre 1989. Il a été baptisé en l'honneur de Morton Meyerson (en), un mécène artistique et partenaire du milliardaire texan Ross Perot. Il sert de cadre aux concerts de l'orchestre symphonique de Dallas et du chœur symphonique de Dallas. Il est administré par le City of Dallas Office of Cultural Affairs. 
L'orgue fut construit par la société CB Fisk et installé en septembre 1991. Les premiers concerts eurent lieu en septembre 1992 par les organistes Michael Murray et David Higgs.